# Tatiana Guderzo
Tatiana Guderzo (ur. 22 sierpnia 1984 w Marostica) – włoska kolarka szosowa i torowa, brązowa medalistka olimpijska oraz czterokrotna medalistka mistrzostw świata.

## Kariera
Pierwszy sukces w karierze Tatiana Guderzo osiągnęła w 2002 roku kiedy została wicemistrzynią świata juniorek w szosowej jeździe na czas. Dwa lata później zdobyła srebrny medal w wyścigu ze startu wspólnego na szosowych mistrzostwach świata w Weronie, ulegając jedynie Niemce Judith Arndt. W tym samym roku zdobyła mistrzostwo Europy w kategorii do lat 23. Swój największy sukces odniosła w 2009 roku, kiedy na mistrzostwach świata w Mendrisio zwyciężyła w wyścigu ze startu wspólnego. W międzyczasie wystąpiła na igrzyskach olimpijskich w Pekinie, gdzie była trzecia za Brytyjką Nicole Cooke i  Szwedką Emmą Johansson. Włoszka startowała także na igrzyskach w Atenach w 2004 roku oraz rozegranych osiem lat później igrzyskach w Londynie, ale ani razu nie znalazła się w pierwszej dziesiątce. Ponadto w 2004 roku wygrała Eko Tour Dookoła Polski, a w latach 2008, 2010 i 2012 była mistrzynią Włoch w indywidualnej jeździe na czas. Startuje także w zawodach torowych, jest między innymi dwukrotną mistrzynią kraju (2007 - indywidualny wyścig na dochodzenie, 2011 - scratch).

## Najważniejsze zwycięstwa i sukcesy
- 2004
  - srebrny medal mistrzostw świata w wyścigu ze startu wspólnego
- 2005
  -  mistrzostwo kraju w jeździe indywidualnej na czas
- 2007
  -  mistrzostwo kraju w torowym wyścigu na dochodzenie
- 2008
  - brązowy medal olimpijski w wyścigu ze startu wspólnego
  -  mistrzostwo kraju w jeździe indywidualnej na czas
- 2009
  -  mistrzyni świata w indywidualnym wyścigu szosowym w Mendrisio